# Серішору-Маре
Серішору-Маре (рум. Sărișoru Mare) — село у повіті Сучава в Румунії. Входить до складу комуни Шару-Дорней.
Село розташоване на відстані 320 км на північ від Бухареста, 81 км на південний захід від Сучави, 142 км на північний схід від Клуж-Напоки.

## Населення
За даними перепису населення 2002 року у селі проживали 564 особи, усі — румуни. Усі жителі села рідною мовою назвали румунську.